# Bean (film)
Pour les articles homonymes, voir Bean.
Série
Les Vacances de Mr Bean
(2007)
Pour plus de détails, voir Fiche technique et Distribution.
Bean ou Bean, le film le plus catastrophe est un film américano-britannique réalisé par Mel Smith, sorti en 1997. Rowan Atkinson reprend son personnage de Mr Bean qu'il interprétait dans la série Mr Bean à la télévision britannique.

## Synopsis
Mr Bean, un homme bien intentionné mais particulièrement maladroit, est l'un des gardiens du musée National Gallery à Londres. Mal aimé par ses collègues, le conseil d'administration de la galerie tente de le renvoyer. Cependant, le directeur de la National Gallery, qui apprécie véritablement Bean, refuse catégoriquement qu'il soit congédié, menaçant même de quitter son poste si cela devait arriver. De ce fait, le conseil a une autre idée pour se débarrasser temporairement de Bean. En effet, le richissime général Newton a fait don de cinquante millions de dollars à la Galerie Grierson de Los Angeles (États-Unis) pour acheter et rapatrier le chef-d'œuvre La Mère de Whistler du peintre américain James Abbott McNeill Whistler, alors exposé au musée d'Orsay à Paris.
Soucieux de donner le maximum de retentissement à cet événement, les administrateurs invitent la National Gallery à envoyer sur place leur meilleur spécialiste en matière de peinture du XIXe siècle pour les représenter. C'est alors que le conseil de la National Gallery profite de cette occasion pour envoyer Bean participer à cet événement, n'ayant plus à le supporter pendant plusieurs semaines. David Langley, le conservateur de la Galerie Grierson, est impressionné par le « faux profil » de Mr Bean, devenu le « docteur Bean ». Langley accepte de l'accueillir chez lui pendant les deux mois de son séjour. Néanmoins, sa femme Alison et ses deux enfants, Kevin et Jennifer, ne sont guère enthousiastes à cette idée.
Les craintes de la famille vont rapidement s'avérer fondées car, à peine arrivé aux États-Unis, Mr Bean provoque une panique générale à l'aéroport en mimant une arme à feu avec sa main. Se faisant arrêter malgré tout, il détruit à la fois un objet d'une grande valeur chez les Langley ainsi qu'un cadre photo. À la suite de cela, Alison quitte la maison avec les enfants pour vivre chez sa mère, tant que son mari n'aura pas mis Bean à la porte. Malgré cet incident, David souhaite toujours passer du temps avec lui afin de mieux le connaître. Cependant, il finira par remettre en question l'intelligence de son invité à la suite de nombreuses situations catastrophiques. Lors d'une journée au parc d'attraction, Bean trafique le tableau de commande d'un simulateur afin d'augmenter la vitesse, ce qui occasionne une seconde arrestation par le lieutenant Brutus, la même personne qui a arrêté Bean lors de l'incident à l'aéroport. Le soir venu, Bean gâche le dîner de son hôte auquel le directeur de la Galerie Grierson et sa femme étaient conviés. En le questionnant, David apprend qu'il est ni docteur, ni spécialiste en art... (Bean croit même que Léonard de Vinci a participé à un championnat de basket).
Les choses empirent le jour où la Galerie Grierson reçoit officiellement le portrait de La Mère de Whistler. Mr Bean se retrouvant seul dans la pièce, il éternue malencontreusement sur la peinture. En voulant effacer sa salive avec son mouchoir, il étale sur la toile une tache d'encre due au stylo qui avait coulé sur celui-ci. Afin de réparer les dégâts, il applique un produit chimique puissant qui efface bel et bien la tache d'encre mais détériore et efface la peinture par la même occasion. Quand il se rend compte qu'il a  commis l'irréparable en effaçant le visage de La Mère de Whistler, il tente maladroitement de recréer un visage avec un stylo-bille, mais sans succès. David découvre ce qui s'est passé. Terrifié à l'idée de perdre son emploi et d'être exposé à de lourdes poursuites judiciaires, il s'enivre dans un bar avec Mr Bean. Entre-temps, sa famille est revenue à la maison, David leur ayant manqué. Mais Alison est très déçue de voir son mari revenir ivre chez eux, qui plus est, avec Bean. Son mariage est ainsi mis en danger...
Durant la nuit, Mr Bean se sentant coupable pour tout le mal qu'il a fait, n'arrive pas à dormir. Kevin, qui lui aussi reste éveillé, lui suggère de venir voir des posters dans sa chambre. Cela donne une idée à Bean, idée qui sauverait la carrière de David et lui empêcherait de finir en prison. Il s'introduit dans la galerie, parvient à occuper le garde de sécurité aux toilettes en mettant du laxatif dans son café, et enfin à remplacer la peinture par un poster de ce même portrait. Le lendemain, le plan fonctionne car tout le monde pense qu'il s'agit du vrai tableau et David est aux anges. Cependant, Mr Bean doit faire un discours pour la presse à propos de cette peinture, mais n'a absolument aucune connaissance en art. Fort heureusement, il passe avec brio cette épreuve en improvisant un monologue sentimental et profond, lui faisant gagner l'approbation de la foule. David est désormais rassuré. Mais en demandant où Bean a mis l'original, le lieutenant Brutus les approche alors. Craignant d'abord qu'il soit au courant à propos de la peinture détruite, David tombe des nues quand il apprend que c'est au sujet de sa fille Jennifer. Celle-ci a eu un accident de moto avec son petit ami, Stingo.
Se précipitant à l'hôpital, David rejoint sa femme dans la chambre de Jennifer, cette dernière étant dans le coma. Bean se retrouve seul dans la zone de réception de l’hôpital. En ramassant un stéthoscope tombé accidentellement sur le sol, il est confondu avec un médecin. Il est amené dans une salle d'opération pour une urgence. Le patient se trouve être Brutus (blessé par une arme à feu durant une agression). Bean parvient à retirer la balle de son corps via une procédure peu orthodoxe, qui sauve la vie de Brutus. Cette opération réussie est saluée par le personnel du bloc. David le croise dans le couloir et, ne le reconnaissant pas à cause de sa tenue et de son masque, lui demande de l'aide pour sortir Jennifer du coma, ce dont il parvient grâce à un accident avec un défibrillateur qui l'envoie voler et atterrir sur elle. Reconnaissants de voir leur fille sortie du coma, David et Alison veulent remercier ce qu'ils pensent être un docteur. Ils sont surpris lorsque Bean révèle sa véritable identité. Suivant sa suggestion, ils le récompensent en lui permettant de rester avec eux pendant une autre semaine.
Après avoir passé du bon temps avec toute la famille, le séjour de Bean arrive à sa fin et il est temps pour lui de rentrer à Londres. Arrivé à l'aéroport, Bean et David se disent au revoir et se remercient mutuellement pour tous les bons moments passés ensemble, David disant même à Bean qu'il va beaucoup lui manquer. À son appartement, Bean admire sa chambre qui est maintenant décorée de photos de lui et des Langley. Après avoir « bercé » son ours en peluche Teddy, il s'enfonce dans la couverture de son lit pour ensuite regarder collée sur son mur la peinture originale de La Mère de Whistler qu'il a ruinée, avant de s'endormir.
Après le générique de fin, Bean entre dans la scène pour dire « Oui, normalement, je reste aussi jusqu'à la fin... bye ». Il sort du cadre mais revient peu après en disant « Sauvez-vous maintenant... si vous en avez envie. » Bean regarde sa montre et termine son discours par « Ouh que ça file ! Bye. » avant de s'éloigner, mettant fin au film.

## Fiche technique
Sauf indication contraire, les informations mentionnées dans cette section peuvent être confirmées par la base de données cinématographiques IMDb,  présente dans la section « Liens externes ».
- Titre : Bean
- Titre français : Bean, le film le plus catastrophe
- Titre québécois : Bean: L'ultime film catastrophe
- Réalisation : Mel Smith
- Scénario : Richard Curtis et Robin Driscoll, d'après le personnage Mr. Bean créés par Rowan Atkinson et Richard Curtis
- Musique : Howard Goodall
- Décors : Peter S. Larkin et Bill Gregory
- Costumes : Hope Hanafin
- Photographie : Francis Kenny
- Son : Robert J. Anderson Jr., Peter Glossop
- Montage : Chris Blunden
- Production : Tim Bevan, Eric Fellner et Peter Bennett-Jones,

Production déléguée : Rowan Atkinson et Richard Curtis
Coproduction : Rebecca O'Brien
- Sociétés de production[1] : Tiger Aspect Productions, avec la participation de PolyGram Filmed Entertainment, en association avec Working Title Films
- Sociétés de distribution[1] : Films Cineplex Odeon Québec et PolyGram Group Canada Inc.
- Budget : 18 millions de dollars[2],[3]
- Pays :  Royaume-Uni,  États-Unis
- Langue : anglais
- Format[4] : couleur - 35 mm - 1,85:1 (Panavision) - son DTS | Dolby Digital
- Genre : Comédie
- Durée : 89 minutes
- Dates de sortie[5] : 
  - Royaume-Uni : 1er août 1997
  - Canada : 24 octobre 1997
  - France et Suisse romande : 29 octobre 1997
  - États-Unis : 7 novembre 1997
- Classification[6] :
  -  Royaume-Uni : PG - Parental Guidance (Pour un public de 8 ans et plus - Accord parental souhaitable)[7].
  -  États-Unis : PG-13 - Parents Strongly Cautioned  (Certaines scènes peuvent heurter la sensibilité des enfants de moins de 13 ans - Accord parental recommandé, film déconseillé aux moins de 13 ans).
  -  États-Unis : TV-PG (Ce programme contient des éléments que les parents peuvent considérer inappropriés pour les enfants).
  -  France : Tous publics (visa d'exploitation no 93293 délivré le 29 octobre 1997)[8] (Conseillé à partir de 10 ans)[9].

## Distribution
- Rowan Atkinson (VF : Dany Boon) : Bean
- Peter MacNicol (VF : Daniel Lafourcade) : David Langley
- Pamela Reed : Alison Langley
- Harris Yulin (VF : Michel Modo) : George Grierson
- Andrew Lawrence (VF : Donald Reignoux) : Kevin Langley
- Tricia Vessey : Jennifer Langley
- Larry Drake (VF : Hervé Caradec) : Elmer
- Sandra Oh : Bernice Schimmel
- Richard Gant : Le lieutenant Brutus
- Chris Ellis : l'inspecteur Butler
- Burt Reynolds : le général Newton
- Danny Goldring : Buck, l'homme de la sécurité
- Peter Egan : Lord Walton
- Johnny Galecki : Stingo Wheelie
- Tom McGowan : Walter Huntley
- Peter Capaldi : Gareth
- Dakin Matthews : un passager dans l'avion
- Peter James : Dr Rosenblum
- Clive Corner : Dr Cutler
- John Mills : le conservateur
- David Doty : Dr Jacobson

## Bande originale
1. I Love L.A. - Randy Newman
2. Walking on Sunshine - Katrina and the Waves
3. I Get Around - The Beach Boys
4. Yesterday - The Beatles
5. Bean Theme (Mad Pianos) - Howard Goodall
6. He's a Rebel - Alisha's Attic
7. Picture of You (en) - Boyzone
8. Art for Art's Sake - 10cc
9. Stuck in the Middle of You - Susanna Hoffs
10. Have Fun, Go Mad (en) - Blair MacKichan (en)
11. The Harmonious Blacksmith - Händel

## Accueil

### Accueil critique
Aux États-Unis, le long-métrage a reçu un accueil critique mitigé :
- Les utilisateurs du site Internet Movie Database ont donné un vote moyen pondéré de 6,5⁄10 sur la base de 96 138 critiques[14].
- La presse américaine sur le site Metacritic a des avis plutôt mitigés, le score obtenu est de 52⁄100 sur la base de 20 avis critiques. Quant au public, il est plutôt reconnaissant en obtenant une moyenne de 6,8⁄10 sur la base de 73 évaluations[10].
- Sur le site agrégateur américain Rotten Tomatoes, le film bénéficie d'un taux d'approbation de 44 % basé sur 34 opinions (15 critiques positives et 19 négatives) et d'une note moyenne de 5,32⁄10. Le consensus critique du site Web se lit comme suit : « Bean possède un comédien physique terriblement talentueux dans le rôle titre, mais ses agressions constantes et ses bêtises ridicules s'usent rapidement. »[11].

En France, les retours sont défavorables :
- Le site Allociné recense une moyenne des critiques de 2,8⁄5 sur la base 218 critiques de la part des spectateurs[12].
- Sur le site SensCritique, le long métrage obtient une moyenne de 5,6⁄10 sur la base d'environ 10 000 retours du public dont 124 coups de cœur et 525 envies[15].
- L'hebdomadaire culturel français Télérama recense une moyenne de ses lecteurs de 2,48⁄5 pour 699 critiques[13].

### Box-office
| Pays ou région            | Box-office                                     | Date d'arrêt du box-office | Nombre de semaines |
| ------------------------- | ---------------------------------------------- | -------------------------- | ------------------ |
| États-Unis (1er week-end) | 2 255 233 $                                    | du 17 au 19 octobre 1997   | -                  |
| États-Unis Canada         | 45 319 423 $                                   | -                          | -                  |
| États-Unis                | 10 230 000 entrées                             | -                          | -                  |
| Royaume-Uni               | 28 439 171 $                                   | -                          | -                  |
| France Paris              | 20 608 582 $ 3 169 258 entrées 558 007 entrées | -                          | -                  |
| Total hors États-Unis     | 205 893 247 $                                  | -                          | -                  |
| Total mondial             | 251 212 670 $                                  | -                          | -                  |

## Distinctions
En 1997, Bean a été sélectionné 3 fois dans diverses catégories et a remporté 2 récompenses.

### Récompenses
- Bogey Awards 1997 : Prix Bogey de Platine.
- Golden Screen 1997 : l'Écran d'or pour les films ayant totalisé 3 millions d'entrées en 18 mois.

### Nominations
- The Stinkers Bad Movie Awards 1997 : pire résurrection d'une émission de télévision.

## Autour du film
- Le tournage a eu lieu à Londres et Los Angeles du 30 septembre au 6 décembre 1996.
- Dix ans après ce film, une suite nommée Les Vacances de Mr. Bean est sortie en 2007.
- Jon Bon Jovi fait une toute petite apparition au début du film, en touriste visitant la National Gallery. Il est cité lors du débat dans la National Gallery, une assistante le propose pour faire un discours destiné au Général. Cependant, David propose le "Docteur" Bean...
- Certains gags de la série TV ont été réutilisés pour le film, par exemple :
  - Mr. Bean se rase la langue, faisant ainsi référence à l'épisode Les Déboires de Mr. Bean.
  - Lorsqu'il dort sur une chaise au musée, Bean somnole en se levant de sa chaise mais restant genoux pliés puis plongeant sa tête sur le sol (provenant du premier épisode de la série).
  - Lorsqu'il est dans l'avion qui le mène à Los Angeles, Bean récupère un sachet à vomi et s'amuse à le gonfler puis le claquer au-dessus de son voisin de devant qui dort, sans savoir que le jeune garçon a rempli le sachet en ayant vomi peu avant (gag extrait des Nouvelles Aventures de Mr. Bean). Dans le cas de ce gag, le « résultat » est suggéré dans l'épisode télé puis montré dans le film.
  - Lorsque Bean se couche, il admire un tableau (Bonne Nuit Mr Bean)
  - Bean participe à une attraction qui ne l'effraie pas (Attention au Bébé Mr. Bean) et visite un commissariat de police (Mr. Bean va en ville).
  - Quand les Grierson sont invités chez David, Bean décide de cuire une dinde destinée à Thanksgiving et affirme qu'il en a déjà cuisinée une (dans l'épisode Joyeux Noël Mr.Bean). Ce gag a été cependant retiré du montage sur l'édition DVD.
- Des scènes du film sont issues d'un pilote de série créé par Rowan Atkinson en 1979, Canned Laughter (ce pilote a été diffusé en France dans les années 1990 sous le titre Mr. Bean).
- La célèbre Mini de Mr. Bean est absente du montage final du film. Les scènes où elle apparaît ont été coupées[Note 1].
- La voix française de Mister Bean est assurée par Dany Boon tandis que Guy Chapellier avait doublé les rares répliques du personnage dans la série.

## Editions en vidéo
- Bean est sorti en[9] :
  - DVD le 23 avril 1999,
  - Blu-ray le 9 novembre 2010,
  - VàD le 25 mars 2013.